# Kreis Rummelsburg

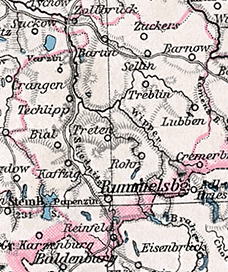
Das Kreisgebiet 1905

Kreisgebiet auf einer Landkarte von 1915

Der Kreis Rummelsburg war ein preußischer Landkreis in Pommern, der zwischen 1724 und 1945 bestand. Er umfasste am 1. Januar 1945 die Stadt Rummelsburg i. Pom. und 73 weitere Gemeinden.

## Verwaltungsgeschichte
Das Gebiet des späteren Kreises Rummelsburg gehörte bis 1724 zu der Landvogtei Stolp-Schlawe. Doch bereits während des Dreißigjährigen Krieges, noch im Herzogtum Pommern, wurde diese Landvogtei in drei Bezirke zur Steuererhebung, so genannte Quartiere, untergliedert. Diese Quartiere wurden von Landräten geleitet. Im Süden der Landvogtei wurde das Rummelsburgsche Quartier gebildet, aus dem sich später der Kreis Rummelsburg entwickelte. Nach dem Dreißigjährigen Krieg kam Hinterpommern an Preußen; die innere Verwaltungseinteilung blieb zunächst unberührt.
Im Jahr 1724 nahm König Friedrich Wilhelm I. von Preußen eine neue Kreiseinteilung für Hinterpommern vor. Es wurden 12 Kreise unter 13 Landräten gebildet. Einen Sonderfall bildete der Schlawe-Rummelsburgsche Kreis, der zwei Landräte erhielt. Später wurde dieser Kreis aufgeteilt; dadurch entstand der Rummelsburgsche Kreis.
Der 1815 begonnene Versuch einer Neuorganisation der Kreisgliederung im Regierungsbezirk Köslin scheiterte am Widerstand der Einwohner. Durch Königliche Ordre vom 25. Januar 1817 wurde daher bestimmt, dass die Kreiseinteilung unverändert bleiben sollte.
Das landrätliche Büro, also das Landratsamt, befand sich erst ab 1843 in der Kreisstadt Rummelsburg. Zuvor befand es sich an dem Wohnsitz des jeweiligen Landrates, zuletzt unter dem Landrat Johann Adolph August Wilhelm von Puttkamer von 1824 bis 1842 auf dessen Gut Bartin im Norden des Kreises.
Als Teil Preußens gehörte der Kreis Rummelsburg ab dem 1. Juli 1867 zum Norddeutschen Bund und ab dem 1. Januar 1871 zum Deutschen Reich.
Zum 10. August 1876 fanden folgende Veränderungen des Kreisgebiets statt:
- Umgliederung der Landgemeinden Cunsow, Quakenburg und Scharsow sowie der Gutsbezirke Cunsow, Quakenburg und Scharsow aus dem Kreis Rummelsburg in den Kreis Stolp
- Umgliederung der Landgemeinde Jannewitz sowie des gleichnamigen Gutsbezirks in den Kreis Schlawe

Gemäß dem Gesetz vom 8. Februar 1878 für die Königl. Preußischen Staaten wurden am 28. März 1878 die Landgemeinden Beßwitz, Varzin, Wendisch Puddiger und Wussow sowie die Gutsbezirke Beßwitz, Misdow B, Techlipp, Varzin und Wendisch Puddiger mit dem Vorwerk Misdow A vom Kreis Schlawe abgetrennt und mit dem  Kreis Rummelsburg vereinigt.
Zum 1. Oktober 1932 wurden Landgemeinden Groß Karzenburg, Hölkewiese und Klein Karzenburg aus dem aufgelösten Kreis Bublitz in den Kreis Rummelsburg i. Pom. eingegliedert.
Im März 1945 eroberte die Roten Armee das Gebiet des Kreises Rummelsburg. Nach Beendigung der Kampfhandlungen unterstellte sie es mit Ausnahme militärischer Sperrzonen der Verwaltung der Volksrepublik Polen. Diese vertrieb in der Folgezeit die einheimische Bevölkerung aus dem Kreisgebiet und besiedelte es mit Polen.

## Einwohnerentwicklung
| Jahr | Einwohner | Quelle |
| ---- | --------- | ------ |
| 1797 | 10.772    | [ 3 ]  |
| 1816 | 12.247    | [ 4 ]  |
| 1846 | 24.427    | [ 5 ]  |
| 1871 | 32.952    | [ 6 ]  |
| 1890 | 32.976    | [ 7 ]  |
| 1900 | 33.785    | [ 7 ]  |
| 1910 | 35.814    | [ 7 ]  |
| 1925 | 38.698    | [ 7 ]  |
| 1933 | 40.329    | [ 7 ]  |
| 1939 | 40.174    | [ 7 ]  |

## Wappen

Wappen des Kreises Rummelsburg von 1932 bis 1945

Das Wappen des Kreises Rummelsburg wurde durch den Münchener Heraldiker Otto Hupp entworfen und 1932 durch Erlass des Preußischen Staatsministeriums genehmigt. Es zeigt auf silbernem Grund einen oberhalben, golden bewehrten roten Greifen, in den Fängen eine golden gestielte blaue Sense, darunter einen roten Wellenbalken.
Der rote Wellenbalken ist aus dem Wappen der Stadt Rummelsburg i. Pom. entnommen, wobei das Stadtwappen zwei Wellenbalken aufweist. Das Stadtwappen wiederum dürfte auf das Wappen des Adelsgeschlechts Massow zurückzuführen sein, das zwei rote Querbalken im silbernen Schild zeigt. Der Greif stellt den pommerschen Greifen dar. Die Sense soll den landwirtschaftlichen Charakter des Kreises darstellen.

## Amtsbezirke
Im Jahr 1932 gab es im Kreis Rummelsburg 17 Amtsbezirke:
1. Barnow
2. Bartin
3. Beßwitz
4. Falkenhagen
5. Groß Karzenburg
6. Groß Schwirsen
7. Groß Volz
8. Gumenz
9. Lubben
10. Ponickel
11. Pritzig
12. Reinwasser
13. Rohr
14. Treblin
15. Treten
16. Varzin
17. Zettin

## Landräte
- 1712–1756: Joachim Rüdiger von Massow auf Brünnow
- 1756–1765: Georg Christian von Puttkamer auf Grünwalde
- 1765–1796: Balthasar Ludwig von Wobeser auf Lubben
- 1796–1805: Johann von Massow auf Treten
- 1806–1843: Johann Adolph August Wilhelm von Puttkamer auf Zuckers und Bartin
- 1843–1870: Heinrich von Puttkamer auf Kremerbruch
- 1870–1879: Gustav von Puttkamer auf Versin
- 1879–1888: Felix von Königsdorff
- 1889–1891: Heinrich Otto Guenther
- 1891–1904: Werner von Weiher
- 1904–1916: Kurt von Trebra
- 1916–1918: Lehmann (Regierungsassessor, Landrat in Vertretung)
- 1919–1932: Waldemar Breyer
- 1932–1933: Hans Joachim von Busse
- 1933–1934: Alfred Brandt
- 1934–1939: Heinrich Reich
- 1939–1945: Hans Fichtner

## Kreisangehörige Gemeinden
Der Kreis Rummelsburg i. Pom. gliederte sich in die Stadtgemeinde Rummelsburg i. Pom., in Landgemeinden und – bis zu deren vollständiger Auflösung 1928 – in selbstständige Gutsbezirke.

### Gemeindenamen
Es fand eine Änderung des Namens einer kreisangehörigen Gemeinde statt:
- 29. Dezember 1937: Wendisch Puddiger in Puddiger

### Eingemeindungen
- 1928: Gebietsreform, entsprechend der Entwicklung im übrigen Preußen, bei der durch Gesetz vom 27. Dezember 1927 die 62 Gutsbezirke aufgelöst und benachbarten Landgemeinden zugeteilt wurden[9]
- ca. 1928: Eingemeindung der Gemeinde Altschäferei in die Gemeinde Treblin
- 1. April 1936: Eingemeindung der Gemeinde Vangerin in die Gemeinde Börnen
- 1. Oktober 1937: Eingemeindung der Gemeinde Puppendorf in die Gemeinde Kremerbruch
- 1. April 1938: Eingemeindung der Gemeinde Hanswalde in die Stadt Rummelsburg
- 1. Oktober 1938: Eingemeindung der Gemeinde Reddies in die Gemeinde Alt Kolziglow

### Gemeinden, Stand 1939
Dem Kreis Rummelsburg i. Pom. gehörten im Jahre 1939 die folgenden Gemeinden an:
- Alt Kolziglow
- Barkotzen
- Bartin
- Barvin
- Beßwitz
- Bial
- Börnen
- Brotzen
- Brünnow
- Darsekow
- Dulzig
- Falkenhagen
- Franzdorf
- Friedrichshuld
- Gadgen
- Georgendorf
- Gewiesen
- Gloddow
- Groß Karzenburg
- Groß Schwirsen
- Groß Volz
- Grünwalde-Saaben
- Gumenz
- Hammermühle
- Heinrichsdorf
- Hölkewiese
- Julienhof
- Kaffzig
- Kamnitz (mit Altemühle)
- Karlswalde
- Klein Karzenburg
- Klein Schwirsen
- Klein Volz
- Kremerbruch
- Lindenbusch
- Lubben
- Misdow
- Missow
- Neufeld
- Neu Kolziglow
- Papenzin
- Plötzig
- Poberow
- Pritzig
- (Wendisch) Puddiger
- Püstow
- Reetz (mit Walkmühle)
- Reinfeld (Reinfeld B)
- Reinfeld-Hammer (Reinfeld R)
- Reinwasser
- Rohr
- Rummelsburg, Stadt
- Schwessin
- Seehof
- Seelitz
- Selberg B
- Sellin
- Starkow
- Steinau
- Techlipp
- Treblin
- Treten
- Turzig
- Varzin
- Versin
- Viartlum
- Waldow
- Wobeser
- Woblanse
- Wocknin
- Wussow
- Zettin
- Zollbrück
- Zuckers (mit Augustfelde und Mudschiddel)

## Verkehr
Der Kreis Rummelsburg wurde erst im Jahre 1878 durch die Preußische Ostbahn mit der Strecke Neustettin–Rummelsburg–Zollbrück erschlossen, die sich hier nach Stolp und Schlawe gabelte. Vom Bahnknoten Zollbrück führte die Preußische Staatsbahn 1883/84 weiter durch den Norden des Kreises nach Bütow. Nach der Jahrhundertwende kamen im Süden folgende Strecken hinzu:
- 1902 Reinfeld–Schlochau und
- 1909 Rummelsburg–Bütow.

Als letzte Netzergänzung kam 1921 – also schon zu Zeiten der Deutschen Reichsbahn – die Verbindung Zollbrück–Bublitz zustande.